# 파울루 빅토르 지 메네지스 멜루
파울루 빅토르 지 메네지스 멜루(포르투갈어: Paulo Victor de Menezes Melo, 1993년 5월 29일~)는 브라질의 축구 선수이다. 주로 파울리뉴(포르투갈어: Paulinho)로 불리며, 포지션은 윙어이며 대한민국 K리그2의 충북 청주 FC에서 선수로 활동하고 있다.

## 수상
코린치앙스
- 캄페오나투 파울리스타: 2013
- 레코파 수다메리카나: 2013

조랴 루한스크
- 우크라이나 컵: 준우승 2015-16